# Сејид Јахја Бакуви
Сејид Јахја Бакуви (енгл. Seyid Yahya Bakuvi, 1410. до 1462) био је азербејџански научник и средњовековни филозоф.

## Живот
Сејид Јахја Бакуви рођен је у шемахинском рејону, у богатој породици. Живео је у 15. веку, у Бакуу, у палати Кхалилулах I. У младости је био ангажован у суфизму, и био је следбеник енгл. Sheikh Sadr ad-Din al Khalvati. Након његове смрти, Сејид Јахја Бакуви се свађао са студентом Пиризадеом око тога ко ће водити секту Кхалвати, након чега је напустио шемахински рејон, да би се преселио у Баку. У Бакуу се преселио у палату Кхалилулах I, где је стекао широку популарност као филозоф и научник. Ускоро број његових следбеника (и у земљама Блиског истока) прешао је десет хиљада људи.

## Смрт
Према једном извору, датум Бакувијеве смрти био је 1457, према другом 1462. Постоји маузолеј Сејида Јахја Бакувиа у Ширваншах палати.

## Дела
До данас је сачувано петнаест радова Сејида Јахја Бакувиа. Његова дела имају суфистички и мистични карактер. Чувају се у градовима Турске: Истанбулу (библиотека Muradiye), Конији, Маниси. Сејид Јахја Бакуви написао је филозофске трактате као што су енгл. Comments to flower garden of secrets, енгл. , енгл. , енгл. Comments to the Safavids dynasty, и други, продирали су кроз религиозне и мистичне идеје који су вредни извори у сфери истраживања филозофије, астрономије и математике.